# 7TP
7TP (7–Tonowy Polski) byl polský tank ze 30. let 20. století postavený na základě britských tanků Vickers Mark E. V roce 1939 se tanky 7TP zúčastnily bojů za německé invaze do Polska.

## Historie
Po první světové válce bylo nuceno Polsko řešit otázku vybavení armády tanky. Roku 1931 se rozhodlo pro nákup 50 kusů britských tanků Vickers E Type A (dvouvěžová verze), které však měly značné nedostatky. Proto byl roku 1934 zahájen program výroby vlastního polského tanku, který ale vycházel z konstrukce Vickersů.

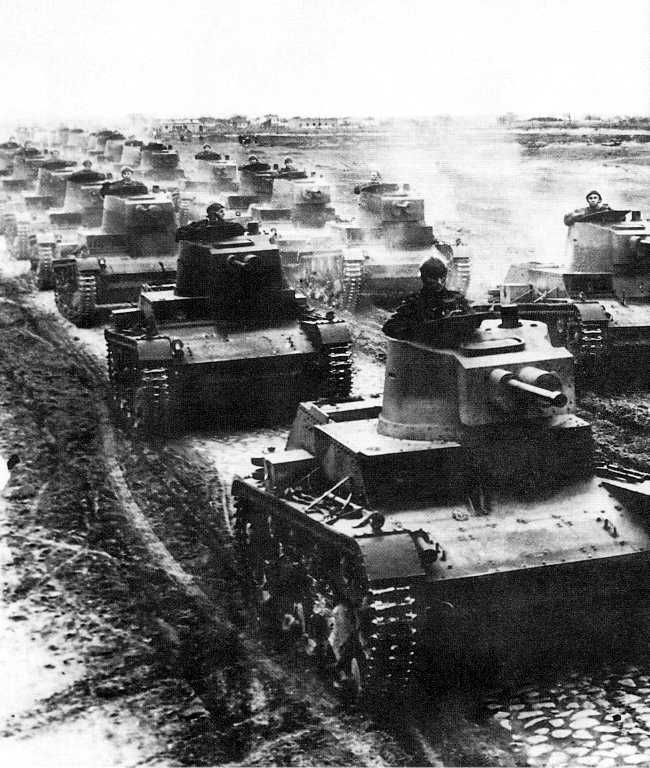
Skupina tanků 7TP

První tank nazvaný 7TP byl vyroben na jaře 1935. Jeho konstrukce byla shodná s britským originálem, ovšem stroj dostal silnější vznětový motor Saurer VBLDb o výkonu 110 hp. Podvozek sestával na každé straně z hnacího kola vpředu, osmi dvojitých pojezdových kol s gumovými obručemi, napínacího kola vzadu a čtyř napínacích kladek. Stejně jako v případě tanku Vickers Mark E byly produkovány dvě verze:
- jw – s jednou věží a vyzbrojený jedním kanónem, vyráběl se až od roku 1937. Ve věži byl instalován kanón Bofors ráže 37 mm a kulomet Browning ráže 7,92 mm. Celkem bylo vyrobeno 108 kusů tohoto typu.
- dw – s dvěma věžemi a vyzbrojený dvěma kulomety, vyráběl se od roku 1935. Ve věžích byly instalovány kulomety Browning ráže 7,92 mm nebo 13,2 mm. Celkem bylo vyrobeno 24 kusů tohoto stroje. Od roku 1937 probíhalo jejich přezbrojení na jednověžovou verzi s kanónem.

Kromě tanků byly vyráběny na základě jejich podvozků dělostřelecké tahače C7P.
Tanky 7TP byly roku 1939 nasazeny zejména v bojích o Varšavu, avšak nemohly odolat německé přesile. Několik kusů ukořistila i Rudá armáda. Tanky ukořistěné wehrmachtem dostaly označení PzKpfw 7TP 731(p).

## Armády
- Německá říše / Heer – 20 7TP jw během Německé invaze do Polska
- Polsko – 133 7TP jw, 16 7TP dw, a 13 9TP
- Sovětský svaz / Rudá armáda – 1 7TP během Sovětské invaze do Polska